# Fábio Nunes
Fábio Nunes Fernandes (* 15. Januar 1980 in Porto Alegre) ist ein ehemaliger brasilianischer Fußballspieler.

## Karriere
Nunes begann seine Karriere beim Erstligisten SC Internacional. Danach spielte er beim paraguayischen Club Guaraní. Sommer 2004 wechselte er zum japanischen Zweitligisten Vegalta Sendai. 2006 kehrte er nach Brasilien zurück. Hier spielte er bis 2007 für Santa Cruz FC und Avaí FC. 2007 wechselte er nach Europa. Hier unterschrieb er einen Vertrag beim portugiesischen CF Estrela Amadora. Danach spielte er beim rumänischen Pandurii Târgu Jiu und portugiesischen Zweitligisten SC Beira-Mar. 2010 kehrte er nach Brasilien zurück und unterschrieb einen Vertrag bei Uberlândia EC.